# باتريثيا غيرا كابريرا
باتريثيا غيرا كابريرا (بالإسبانية: Patricia Guerra Cabrera، ولدت في 21 يوليو 1965، لاس بالماس دي غران كناريا، لاس بالماس) لاعبة إسبانية، تنافست في سباق القوارب الشراعية، تخصصت في فئة 470.
حصلت على الميدالية الذهبية في دورة الألعاب الأولمبية الصيفية عام 1992، كما حازت على الميدالية الذهبية في بطولة العالم للشراع في فئة 470 عام 1992.

## إنجازاتها

### الألعاب الأولمبية الصيفية
- 1992 برشلونة  إسبانيا:  ميدالية ذهبية للشراع في فئة 470.

### بطولة العالم للقوارب الشراعية فئة 470
- 1992 روتا  إسبانيا:  ميدالية ذهبية للشراع في فئة 470.
- 1993 كروزون مورغات  فرنسا:  ميدالية فضية للشراع في فئة 470.

## روابط خارجية
- باتريثيا غيرا كابريرا على موقع الاتحاد الدولي للملاحة الشراعية (موقع جديد) (الإنجليزية)
- باتريثيا غيرا كابريرا على موقع الاتحاد الدولي للملاحة الشراعية (موقع قديم) (الإنجليزية)
- باتريثيا غيرا كابريرا على موقع اللجنة الأولمبية الدولية (الإنجليزية)
- باتريثيا غيرا كابريرا على موقع أوليمبيديا (الإنجليزية)
- باتريثيا غيرا كابريرا على موقع اللجنة الأولمبية الإسبانية (الإسبانية)